# Johan Thorne

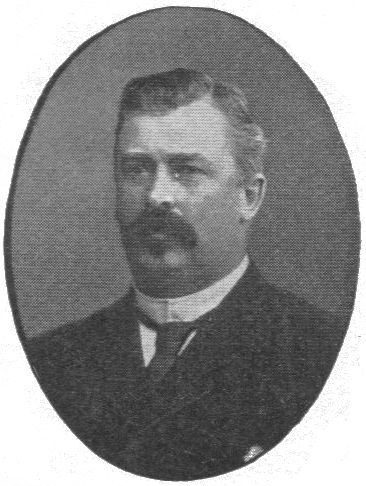
Johan Thorne.

Johan Henrik Paasche Thorne, född 18 augusti 1843 i Drammen, död 18 maj 1920 i Rygge, var en norsk köpman och politiker.
Thorne representerade på Stortinget 1883–91 Moss och Drøbak, 1895–97 och 1904–06 Smaalenene, framträdde som en av Høyres ledande män, var 1889–91 medlem i Emil Stangs första ministär, 1893–94 i tio månader medlem av Stangs andra regering. Åren 1904–06 var han omväxlande med Carl Berner president i Stortinget, 1906 ordförande i kröningskommittén, 1895–98 medlem i den sista "unionskommittén", där han anslöt sig till de konservativa. Åren 1896–1906 var han ordförande i Selskabet for Norges vel. Från 1890 var han ägare av Evje gård.